# Парума
Парума (ісп. Paruma) — вулкан на кордоні Болівії (департамент  Потосі) і Чилі (область  Антофагаста). Висота — 5407 м.
Парума входить у гірський хребет, який містить кілька стратовулканів. Парума лежить на східному краї гірського хребта, вулкан  Олька на його західному краї. Старіший вулкан Сіро-Парума розташований на схід від Парума. Вулкан був активним в голоцені, з багатьма морфологічно молодими потоками лави на його схилах. У вулкана є постійна фумаролічна діяльність. Основний потік лави простягається на 7 км по південно-східному схилу вулкана.
Історія діяльності гірського хребта була обмежена одним зафіксованим виверженням, що сталося в 1865–1867 роках, характер якого точно невідомий.